# Diane Konihowski
Diane Helen Konihowski, geb. Diane Helen Jones, (* 7. März 1951 in Vancouver) ist eine ehemalige kanadische Fünfkämpferin, Weitspringerin, Hürdenläuferin und Kugelstoßerin.
1970 wurde sie bei den British Commonwealth Games in Edinburgh Zehnte im Fünfkampf. Ebenfalls auf den zehnten Platz im Fünfkampf kam sie bei den Olympischen Spielen 1972 in München.
Bei den British Commonwealth Games 1974 in Christchurch wurde sie Sechste im Fünfkampf, Achte im Kugelstoßen und schied im Weitsprung in der Qualifikation aus.
1975 siegte sie bei den Panamerikanischen Spielen in Mexiko-Stadt im Fünfkampf und wurde Sechste im Weitsprung. 
Bei den Olympischen Spielen 1976 in Montreal wurde sie Sechste im Fünfkampf und Elfte im Weitsprung.
1978 gewann sie den Fünfkampf der Commonwealth Games in Edmonton. Über 100 m Hürden wurde sie Siebte, im Weitsprung Zehnte. Im Jahr darauf verteidigte sie bei den Panamerikanischen Spielen in San Juan ihren Titel im Fünfkampf und wurde Vierte im Weitsprung.
Der Boykott Kanadas verhinderte eine Teilnahme an den Olympischen Spielen 1980 in Moskau. Beim ersatzweise abgehaltenen Liberty Bell Classic siegte sie im Fünfkampf.
Achtmal wurde sie Kanadische Meisterin im Fünfkampf (1969, 1973–1978, 1981), viermal im Kugelstoßen (1971, 1973, 1977, 1980) und dreimal im Weitsprung (1976–1978).
Sie ist seit 1977 mit dem ehemaligen Leichtathleten und Canadian-Football-Spieler John Konihowski verheiratet.

## Persönliche Bestleistungen
- Weitsprung: 6,49 m, 1976
- Fünfkampf: 4768 Punkte, 6. August 1978, Edmonton